# Holland Sport in het seizoen 1965/66
Het seizoen 1965/1966 was het 12e jaar in het bestaan van de Haagse betaaldvoetbalclub Holland Sport. De club kwam uit in de Eerste divisie en eindigde daarin op de 11e plaats. Tevens deed de club mee aan het toernooi om de KNVB beker, hierin werd het team in de groepsfase uitgeschakeld.

## Wedstrijdstatistieken

### Eerste divisie
|       | Alkmaar '54 | Blauw-Wit | SC Cambuur | DHC   | Eindhoven | NAC   | N.E.C. | RBC   | Sittardia | Velox | Volendam | De Volewijckers | VVV   | Xerxes |
| ----- | ----------- | --------- | ---------- | ----- | --------- | ----- | ------ | ----- | --------- | ----- | -------- | --------------- | ----- | ------ |
| Thuis | 2 – 5       | 2 – 0     | 3 – 3      | 0 – 1 | 4 – 2     | 2 – 2 | 0 – 1  | 3 – 2 | 1 – 4     | 0 – 2 | 1 – 2    | 3 – 1           | 3 – 0 | 1 – 3  |
| Uit   | 7 – 1       | 1 – 1     | 1 – 1      | 3 – 1 | 5 – 1     | 2 – 0 | 3 – 2  | 0 – 1 | 4 – 1     | 2 – 1 | 0 – 1    | 0 – 1           | 0 – 3 | 7 – 0  |

### KNVB beker
| Groepsfase                                   | Holland Sport                       | 0 – 3 (0 – 0) | DHC                                                                       |
| 19 september 1965 Plaats: Delft Brasserskade |                                     |               | 55' Piet de Vries 67', 85' Theo Valkenhoff                                |
| Groepsfase                                   | Holland Sport                       | 2 – 4 (1 – 2) | ADO                                                                       |
| 7 november 1965 Plaats: Den Haag Houtrust    | Ben Roode 44' Jaap van den Berg 59' |               | 7' Piet van Miert 29' Piet de Zoete 69' Martin Woltman 85' Harrie Heijnen |
| Groepsfase                                   | Holland Sport                       | 1 – 1 (1 – 0) | Fortuna                                                                   |
| 22 december 1965 Plaats: Den Haag Houtrust   | Jan de Letter                       |               | 75' Kees Blankenstein                                                     |

## Statistieken Holland Sport 1965/1966

### Eindstand Holland Sport in de Nederlandse Eerste divisie 1965 / 1966
| Stand | Gespeeld | Gewonnen | Gelijk | Verloren | Punten | Doelpunten voor | Doelpunten tegen |
| ----- | -------- | -------- | ------ | -------- | ------ | --------------- | ---------------- |
| 11e   | 28       | 9        | 4      | 15       | 22     | 40              | 63               |

### Topscorers
| #      | Naam              | Goal |
| ------ | ----------------- | ---- |
| 1.     | Piet de Vries     | 9    |
| 2.     | Bennie Roode      | 7    |
| 3.     | Carlos Coutinho   | 5    |
| 4.     | Mick Clavan       | 4    |
| 5.     | Theo Valkenhoff   | 3    |
| 6.     | Peter Esveld      | 2    |
| 6.     | Piet van der Maas | 2    |
| 6.     | Peet Peeters      | 2    |
| 6.     | Jan Teske         | 2    |
| 10.    | Martin Kloor      | 1    |
| 10.    | Jan de Letter     | 1    |
| 10.    | Maarten Trommel   | 1    |
| 10.    | Theo Zuijderwijk  | 1    |
| Totaal | Totaal            | 40   |

| #      | Naam              | Goal |
| ------ | ----------------- | ---- |
| 1.     | Theo Valkenhoff   | 2    |
| 2.     | Jaap van den Berg | 1    |
| 2.     | Jan de Letter     | 1    |
| 2.     | Ben Roode         | 1    |
| 2.     | Piet de Vries     | 1    |
| Totaal | Totaal            | 6    |

## Voetnoten
Alkmaar '54 ·
Blauw-Wit ·
Cambuur ·
DHC ·
Eindhoven ·
Holland Sport ·
NAC ·
N.E.C. ·
RBC ·
Sittardia ·
Velox ·
Volendam ·
De Volewijckers ·
VVV ·
Xerxes